# Авачинска сопка
Ава̀чинска со̀пка (Авача, Горелая сопка) (на руски: Авачинская сопка, Авача) е действащ вулкан в югоизточната част на полуостров Камчатка, в южната част на Източния хребет, в Камчатски край, разположен на 25 km на север-североизток от град Петропавловск Камчатски. Височина 2741 m и има конична форма. Централния конус с млад кратер в него се извисява в древен много по-голям кратер. Изграден е от андезитови и базалтови лави, туфи и шлака. Диаметърът на кратера е 400 m, с многочислени фумароли. В резултат от последното изригване през 1991 г. в кратера на вулкана се образува масивна лавова пробойна. В горните части на вулкана (заедно с близкия вулкан Козелски) са разположени десет малки ледника с обща площ 10,2 km2, като един от тях, разположен на северния склон е наименуван на руския географ и изследовател Владимир Арсениев. Ниските склонове на вулкана са покрити с гори от кедров клек и каменна бреза, а най-горните части са заледени и заснежени. В подножието му, на височина около 1000 m е разположена вулканологичната станция на Института по вулканология на Далекоизточното отделение на Руската Академия на науките.
Характерната форма на вулкана е предизвикана от катастрофално изригване на стратовулкана Палео-Авача, който е бил с височина над 4500 m, преди около 11 хил. години (през късния плейстоцен), с последващо нарастване на новия конус. Диаметърът на образувалата се сома (кратера) на вулкана достигал 20 km а височината му 2100 – 2300 m. В резултат на мощен взрив, станал през средния холоцен, в долината на река Авача били изхвърлени 12 km3 скална маса и в югозападната стена на кратера са се образували радиални разломи. Участък от кратера, намираща се между образувалите се разломи след това се е сринала до 400 – 500 m височина и сега тази част на вулкана представлява възвишенията Манастир и Сарай. Преди около 5000 години (през късния холоцен) конусът на вулкана е започнал да нараства и сега относителната му височина съставлява около 700 m. През последните близо 300 години от 1730 г. вулканът Авачинска сопка е изригвал 18 пъти, като последното му изригване е през 1991 г.
Зарегистрирани изригвания на вулкана: 1737, 1772, 1779, 1789, 1827, 1837, 1855, 1878, 1771, 1894, 1895, 1901, 1909, 1926, 1927, 1938, 1945, 1991 г.